# Charles Léon
Charles Léon Denuelle de la Plaigne, 1. hrabě Léon (13. prosince 1806 Paříž – 15. dubna 1881 Pontoise) byl nelegitimním synem francouzského císaře Napoleona I. a Louise Catherine Eléonore Denuelle de la Plaigne (1787–1868). Byl nevlastním bratrem Alexandra Colonna-Walewského a Napoleonova legitimního syna Napoleona II., vévody z Reichstadtu.